# Jordán Tamás (prépost-kanonok)
Jordán Tamás (Oroszvár, 1815. december 21. – Győr, 1893. november 25.) prépost-kanonok.

## Életútja
Iskoláit elvégezve a győri püspökmegyei növendékpapok közé lépett; 1839. július 20-án miséspappá szenteltetett föl. Káplán volt Horpácson, azután plébános lett Darázsfalván (Sopron megye), majd alesperes és 1874-ben győri kanonok, székesegyházi főesperes, Szent Antalról nevezett lechnicvölgyi prépost, szentszéki ülnök és egyházi bíráló.

## Munkái
- Vivia Perpetua Mucsenics. Győr, 1884. (Perpetua vértanusága horvátul.)
- Ivanna Zalka bogoszlovlya naucsitelya jurszkoga biskupa zsivotopisz za lyudsztvo. Bpest, (1893. Zalka János püspök jubileumára népszerű életrajza horvátúl).

Még régebben lefordította Goffine Evangelium-magyarázatát horvátra (Sopron, 1854.) de a könyvet Szinnyei nem ismeri.